# Colfax (Louisiana)
Colfax és una població dels Estats Units a l'estat de Louisiana. Segons el cens del 2000 tenia 1.659 habitants.

## Demografia
Segons el cens del 2000, Colfax tenia 1.659 habitants. La densitat de població era de 429,9 habitants/km².
Per edats la població es repartia de la següent manera: un 29,1% tenia menys de 18 anys, un 8,4% entre 18 i 24, un 24,4% entre 25 i 44, un 19,5% de 45 a 60 i un 18,6% 65 anys o més.
L'edat mediana era de 36 anys. Per cada 100 dones de 18 o més anys hi havia 73,1 homes.
La renda mediana per habitatge era de 17.500 $ i la renda mediana per família de 20.000 $. Els homes tenien una renda mediana de 25.313 $ mentre que les dones 14.310 $. La renda per capita de la població era de 10.155 $. Entorn del 36,3% de les famílies i el 41% de la població estaven per davall del llindar de pobresa.

## Poblacions més properes
El següent diagrama mostra les poblacions més properes.